# Lisvel Elisa Eve
Lisvel Eve Mejía  (Santo Domingo, 19 de outubro de 1990) é uma voleibolista indoor dominicana, que atua nas posições de ponteira e central.

## Carreira
No ano de 2006, disputou o Campeonato NORCECA na categoria Sub-18 em Gainesville, qualificando o país para o Mundial da categoriaapós o vice-campeonato.Filha de Elizabeth Mejía, aos 14 anos de idade mudou para Santo Domingo e desde 2007 integrava a seleção dominicana., ano que disputou o Campeonato Mundial Sub-18 nas cidades mexicanas de Mexicali e Tijuana, quando finalizou na oitava colocação e integrou o elenco adulto nacional na edição do Campeonato NORCECA de 2007 em Winnipeg e conquistou a medalha de bronze e a Copa do Mundo de 2007.
Em 2008, disputou em Saltillo a edição da Copa Pan-Americana Sub-18, e conquistou a medalha de prata, mas, foi premiada como a melhor atacante, na categoria adulto disputou a edição da Copa Pan-Americana nas cidades mexicanas de Tijuana e Mexicali conquistando o primeiro título inédito nesta competição, disputou o Grand Prix de 2008 alcançando a nona posição, também a Copa Final Four em Fortaleza e conquistou a medalha de prata neste evento, ainda disputou o Torneio Pré-Olímpico Mundial realizado em Tóquio e terminou na quarta posição.
Com passagens pelo Centro Deportivo Nacional em 2004 a 2005,  transferiu-se em 2006-07 para o Mirador, em 2007-08 esteve no Santiago de los Caballeros e terminou em terceiro no campeonato nacional, sendo a maior pontuadora e melhor bloqueio da edição; em 2008-09, foi representar o time porto-riquenho do Criollas de Caguas e terminou na quinta posição, e foi escolhida para o time ofensivo de toda competição; depois, atuou no time sul-coreano do GS Caltex Seoul KIXX na jornada de 2009-10, retornando a Porto Rico na temporada de 2010-11 pelo Indias de Mayagüez conquistando o terceiro lugar na liga e na mesma temporada foi defender o time japonês Denso Airybees, em 2012 retorna ao Criollas de Caguas sagrando-se vice-campeã da liga porto-riquenha.
Na temporada 2009, disputou o Campeonato Mundial Sub-20 nas cidades de Mexicali e Tijuana e obteve a medalha de prata, já no elenco adulto, disputou a edição do Campeonato NORCECA de 2009 em Bayamón e conquistou a inédita medalha de ouro para o país na competição,  conquistou a medalha de prata na Copa Pan-Americana em Miami, além das medalhas de bronze na Copa dos Campões em Tóquio e Fukuoka, também na Copa Final Four em Lima, disputou o Grand Prix de 2009.
Já na temporada de 2010, atuando pela seleção dominicana conquistou o bicampeonato da Copa Pan-Americana, evento ocorrido em Rosarito e Tijuana, sendo premiada como melhor bloqueadora do torneio, disputou o Grand Prix de 2010 e conquistou a medalha de ouro na Copa Final Four de 2010 realizada em Tuxtla Gutiérrez; qualificou e disputou o Mundial do Japão de 2010terminando na décima sétima posição, conquistou a medalha de ouro nos Jogos Centro-Americanos e do Caribe em Mayagüez.
Em 2011, disputou o Grand Prix de 2011 e alcançou a oitava posição na  Copa do Mundo do Japão , e recebeu convocação para disputar a Copa do Mundo do Japão, contribuindo para o time finalizasse na oitava colocação até aquela ocasião o melhor resultado na competição., também competiu na edição da Copa Pan-Americana de 2011 celebrada em Ciudad Juárez e obteve a medalha de prata  e alcançou o quarto lugar nos Pan de Guadalajara de 2011..
Em 2012, conquistou o título da Copa Pan-Americana Sub-23 em Callao; nesta temporada, surgiu notícias que afirmavam que a atleta jogaria a temporada 2012-13 pelo BananaBoat/Praia Clube, contratação que não se confirmou, disputou o Pré-Olímpico NORCECA de 2012 realizado em Tijuana, México, obtendo o título e a qualificação.Esteve no elenco que disputou o  Grand Prix de 2012 encerrando na décima segunda colocação..
Ela disputou  pela primeira vez a Olimpíada de Londres de 2012 terminando na quinta posição, e após os Jogos Olímpicos teve uma fratura da tíbia esquerda e foi imediatamente operada, então, em 2013, estava vinculada ao time peruano Deportivo Géminis quando durante a partida, numa disputa de bola, sofreu uma fratura exposta na mesma tíbia, foi um fato que teve muita repercussão nos veículos de comunicação, cenas fortes e desespero da atleta, a partida foi suspensa por ambas equipes da Liga Peruana , na ocasião foi conduzida ao Hospital de Emergencias José Casimiro Ulloa, acreditava-se que a mesma iria encerrar a carreira definitivamente, mas, cinco meses depois, estava sendo relacionada para Grand Prix de 2013, mas, seguiu lutando por uma pronta recuperação
Ela só retornou as quadras em 2015, e foi contratada pelo Mirador VC para disputar edição do Campeonato Mundial de Clubes de 2015 em Zurique terminando na quinta posição; pela seleção disputou e conquistou a medalha de prata na Copa Pan-Americana de 2015 em Lima e Callao, repetindo o feito na edição do Campeonato NORCECA  sediado em Morélia . Depois, retorna ao voleibol peruano pelo Deportivo Géminis e conquista o bronze da Liga A Peruana de 2015-16, sendo a segunda maior pontuadora da competição.
Disputou pela seleção dominicana a edição do Montreux Volley Masters em 2015 obtendo o quinto lugar, e mais a diante disputou o Torneio Pré-Copa do Mundo de 2015 em Havana, quadrangular qualificatório, Copa dos Campeões da NORCECA, escolhida a melhor jogadora, ao final conquistou a medalha de ouro e a vaga na correspondente Copa do Mundo do Japão também disputou a Copa Pan-Americana de 2015 realizada nas cidades de Lima e Callao e conquistou o vice-campeonato obtendo a qualificação para o Grand Prix de 2016,
Pela seleção dominicana disputou o Segundo Grupo do Grand Prix de 2016 conquistando a medalha de ouro; depois, representou seu  país em mais uma edição da Copa Pan-Americana em 2016 celebrada em Santo Domingo obtendo a medalha de ouro, também competiu no Torneio Pré-Olímpico NORCECA realizado em Lincoln finalizando com o vice-campeonato e com chances de obter a vaga no Pré-Olímpico Mundial , e na referida nova chance de classificação olímpica terminou na sexta posição..
Na temporada de 2017, anunciou a gravidez de seu primeiro filho Alonso com o basebolista Damián Defrank. Retornando na temporada de 2018, quando passou representar o time das Caribeñas na Liga A Dominicana..  e sagrou-se campeã, e vice-campeã na edição de 2019
Voltou a defender a seleção dominicana  na estreia do Liga das Nações (VNL) em 2018, que passou a ser  o torneio sucessor do extinto Grand Prix, encerrando na décima quarta colocação e em seguida medalhista de ouro nos Jogos Centro-Americanos e do Caribe, realizados em Barranquilla e premiada como a segunda melhor central da edição e foi convocada para disputar o Mundial de 2018 no Japão e terminou na nona colocação nesta edição.
Na temporada 2018-19 voltou a ser atleta do Deportivo Géminins e terminou na oitava posição na liga peruana, sendo a melhor ponteira do torneio, permaneceu nesta liga para a temporada 2019-20 pelo Universidad de San Martín de Porres, mas, as competições foram canceladas devido à pandemia.Em 2019, foi vice-campeã da Copa Pan-Americana sediada nas cidades peruanas de Chiclayo e Trujillo, também sagrou-se campeã do Campeonato NORCECA realizado em San Juan e no mesmo ano obteve o ouro no Pan de Lima de 2019, sendo a melhor central, alcançou o sétimo lugar na Copa do Mundo de Voleibol Feminino de 2019.
Em 2020, contribuiu para seleção na conquista da vaga olímpica no Torneio Pré-Olímpico NORCECA de 2020 em Santo Domingo, sendo a melhor central e em 2021 disputou  a Liga das Nações de 2021, depois, os Olimpíada de Tóquio e finalizou em oitavo após eliminação nas quartas de final. No período de 2020-2021 é contratada pelo time turco PTT
Em 2023, esteve representando a seleção dominicana  na campanha do quarto lugar na Copa Pan-Americana em Ponce, competiu também na Liga das Nações de 2023, terminaram com o ouro no Campeonato NORCECA de 2023 em Quebec, conquistou o título do Torneio Pré-Olímpico , conquistou o título dos Jogos Centro-Americanos de de San Salvador sendo premiada a melhor levantadora  e conquistou a medalha de ouro nos Jogos Pan-Americanos de 2023 em Santiago.

## Títulos e resultados
- Torneio Pré-Olímpico Mundial de 2023
- Torneio Pré-Olímpico NORCECA de 2020
- Torneio Pré-Olímpico NORCECA de 2012
- Torneio Pré-Olímpico NORCECA de 2016
- Torneio Pré-Olímpico Mundial de 2008
- Jogos Pan-Americanos de 2011
- Copa dos Campeões da NORCECA de 2015
- Copa dos Campeões da NORCECA de 2019
- Copa Pan-Americana de 2023
- Copa Pan-Americana de 2012
- Liga A Dominicano de 2018
- Copa da Imperatirz do Japão de 2010-11
- Liga A Dominicano de 2019
- Liga A Porto-Riquenha 2011-12
- Liga A Dominicano 2008
- Liga A Porto-Riquenha 2010-11
- V-League (Coreia do Sul) de 2009-10

## Prêmios individuais
- Melhor Saque do Campeonato NORCECA de 2023
- 1a Melhor Central do Pré-Olímpico NORCECA de 2020
- 2a Melhor Central dos Jogos Pan-Americanos de 2019
- Melhor Ponteira da Liga A Peruana de 2018-19
- Melhor Atacante da Liga A Dominicana de 2018
- 2a Melhor Central dos Jogos Centro-Americanos e do Caribe de 2018
- MVP da Copa dos Campeões da NORCECA de 2015
- Melhor Saque da Copa Pan-Americana de 2011
- Melhor Bloqueio da Copa Pan-Americana de 2010
- Time Ofensivo da Liga A Porto-Riquenha de 2009
- Maior Pontuadora da Liga A Dominicana de 2008
- Melhor Bloqueio da Liga A Dominicana de 2008
- Melhora Atacante do Campeonato NORCECA Sub-20 de 2008